# 竹北蓮華寺
24°49′38″N 121°02′11″E / 24.827117°N 121.036271°E
竹北犁頭山蓮華寺，是位於臺灣新竹縣竹北市十興里的觀音寺，被列為縣定古蹟，輪祀圈包含新埔鎮的文山里，及竹北市的鹿場、東平、中興、隘口、東海、十興等7里。

## 歷史沿革
光緒四年（1878年），林希賢等鄉紳發起創建此觀音廟。1895年，毀於兵燹，迨1904年由鄉紳楊慶雲、林榮和、林祺富等發起重建。
戰後因棟宇傾頹、牆垣崩毀而重建，於1952年完工。1959年，修慧法師接任住持，整修大殿及房舍等處，恢復原有樣貌，又舉辦佛學講座，禮聘僧人前來任教，並創設蓮華安養院、潔人幼稚園。佛教宗派屬淨土宗。
1980年1月，成立財團法人臺灣省新竹縣犁頭山蓮華寺，首屆董事長為楊林芳。楊林芳亦為建立竹北天后宮的發起人之一。1984年，林炳晃捐地，讓修慧法師成立竹北菩提講堂。第十一屆董事長則是林黃成聲，聘林章椿接掌總幹事。

## 宗教祭祀
蓮華寺屬當地客家人的信仰，為東平、中興、隘口、東海、十興、鹿場等里的信仰中心。農曆七月的中元普渡，由竹北市的鹿場、東平、中興、隘口、東海、十興及新埔鎮文山等7里輪流舉辦中元。
此寺與竹林山觀音寺、甘泉寺等觀音寺一樣皆會舉辦神豬比賽，因此曾受抗議。新竹客家庄每年農曆七月開始舉行神豬比賽，十一日從關西金錦山義民廟為首，接著十二日的關西玉山太元宮、十三日的波羅汶三元宮，十四日的北埔慈天宮、十七日的芎林廣福宮、二十日就為新埔義民廟，接下來為八月十四的竹北蓮華寺、十六日的新埔與天宮，當然規模以新埔義民廟最大。
過去村落因負責蓮華寺的祭祀宴客耗費頗大，因此新竹縣政府曾會同國民黨縣黨部，在1952年勸導在八月十四輪值的隘口村要減少浪費。

## 景觀環境

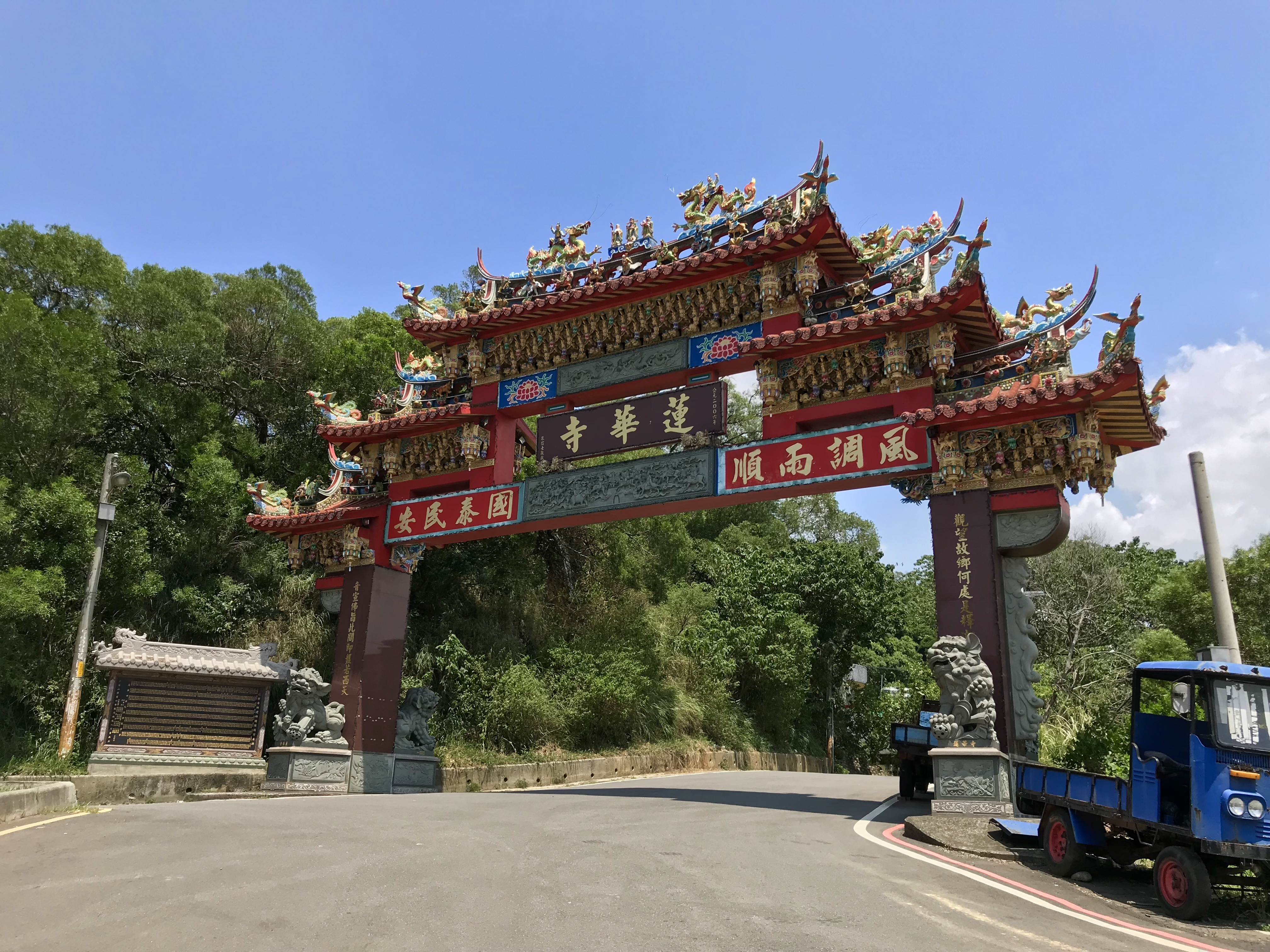
牌樓

蓮華寺坐落於犁頭山坡下，前俯六家地區、頭前溪及新竹科學園區，遠望十八尖山。里區屬於十興里。後方庭園原種植上百棵相思樹，後因樹根衰老死去，廟方以向觀音菩薩請示為由，改種約兩百多株櫻花。
蓮華寺建築保留清末、日治、戰後初期特色，格局為與北埔慈天宮相仿的二殿二廊二橫屋，左右兩廊開有八卦門，以過水廊連接橫屋，橫屋中央有廳堂，內供奉建廟功德主，橫屋空間則是會議室及儲藏空間。2006年5月20日，新竹縣文化資產審議委員會，將此廟列為縣定古蹟。

## 風水傳說

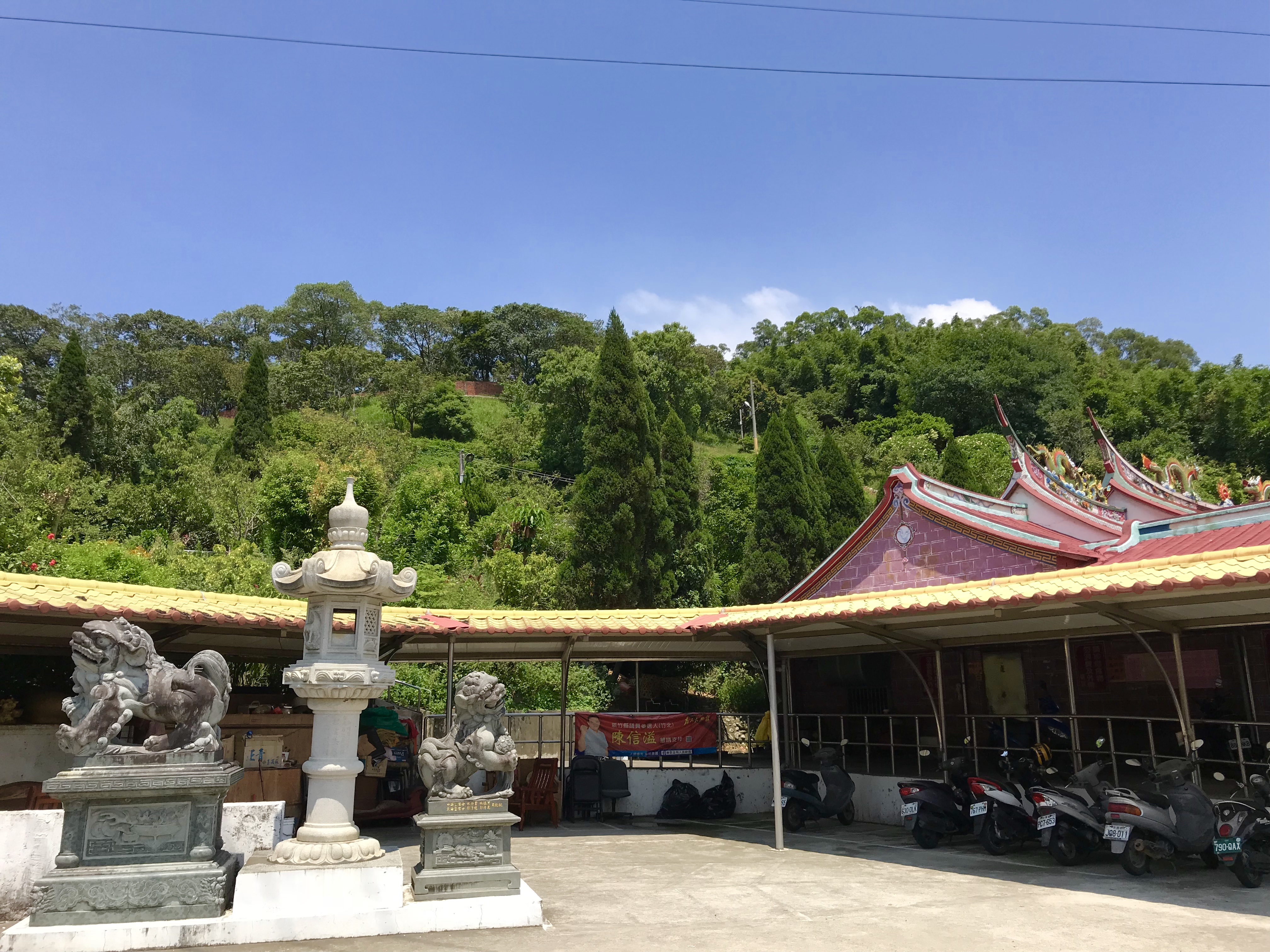
石獅

關於蓮華寺的建廟起因，相傳李慎彝在光緒三年（1877年）經過此地，停輿遠望竹塹城，深讚地靈，乃授意鄉紳建廟。風水傳說是犁頭山的龍脈系屬「網」穴，客家人便於在此建廟，來針對新竹平原的「魚」穴。新竹市區的風水之說，是以新竹關帝廟為魚頭、新竹都城隍廟在魚臍、新竹長和宮作魚尾，長和宮兩邊的愛文街、城北街是魚尾雙叉。
2004年3月，新竹縣議會效仿新竹市議會石獅，耗資新台幣50萬，購買一對中國大陸製的石獅，由時任議長的黃永和與副議長張幸源和全體縣議員獅開光安座。之後，黃永和因官司失去議長，上次選舉新任議長黃秀輝與副議長張幸源在下屆選舉皆落選，整個議會有將近10位議員未能連任成功，便怪罪此對石獅。因此在2006年中，議會以民眾反映議會不是廟宇或官府為由，將石獅搬到竹北蓮華寺。副議長張志弘解釋，是要放在廟裡「馴服」，之後會接回來。　　
因竹北蓮華寺之前已有四對石獅，寺方將議會的石獅擺在牌樓與蓮華寺中間的庭院，其中一隻面對居民陳宗禧的金香店。放置第二天，陳宗禧上班騎車一經過牌樓，即被轎車撞斷腿，直到該年7月7日才出院。於是，家住附近的李兆進等居民，望寺方暫時把張口面對民宅的石獅子用布蓋住，等法師做法改方位後再開張。

## 外部連結
- 竹北蓮華寺——文化部文化資產局 （页面存档备份，存于）